# Jakovlevkai járás
A Jakovlevkai járás (oroszul Я́ковлевский райо́н) Oroszország egyik járása a Tengermelléki határterületen. Székhelye Jakovlevka.

## Népesség
- 1989-ben 21 483 lakosa volt.
- 2002-ben 18 406 lakosa volt.
- 2010-ben 16 042 lakosa volt.